# Deutscher Nationalpreis
De Deutscher Nationalpreis wordt verleend aan personen die zich hebben ingezet voor de Duitse hereniging en voor de eenheid in Europa. De prijs wordt sinds 1997 uitgereikt, in de regel één keer per jaar, door de Deutsche Nationalstiftung. De ontvanger krijgt een bedrag tot 75.000 euro en kan daarnaast een ontvanger van een aanmoedigingsprijs voordragen.

## Ontvangers
- 1997: Gesellschaft zur Förderung des Wiederaufbaus der Frauenkirche Dresden e.V.
- 1998: Wolf Biermann, met twee aanmoedigingsprijzen voor Ekkehard Maaß en Jürgen Fuchs
- 1999: Heinz Berggruen en Heinz Bethge
- 2000: De eerste ondertekenaars van het initiatief tot oprichting van Aufbruch 89 – Neues Forum op 10 september 1989“. De aanmoedigingsprijs ging naar de Robert-Havemann-Gesellschaft
- 2001: Tadeusz Mazowiecki en Joseph Rovan
- 2002: Günter de Bruyn en Wolf Jobst Siedler
- 2003: Václav Havel
- 2005: Fritz Stern
- 2006: Herbert-Hoover-Schule Berlijn
- 2007: EUSTORY
- 2008: Florian Mausbach, Günter Nooke, Jürgen Engert, Lothar de Maizière en de Deutsche Gesellschaft e. V. voor hun inzet ten behoeve van een monument voor de Duitse eenheid in Berlijn
- 2009: Erich Loest, Monika Maron en Uwe Tellkamp
- 2010: Karl Dedecius en Alfons Nossol voor hun werk ter verbetering van de Duits-Poolse verstandhouding